# プティ・ヴェルド
プティ・ヴェルド（仏：Petit Verdot）は赤ワイン用のブドウ品種であり、主にボルドーワインの伝統的なブレンド用に用いられる。ボルドーで栽培される他の品種と比べて熟すのがはるかに遅く、時には生育が遅すぎるあまり風味を損ねることさえボルドーでは起こりうる。十分に熟すと、少量のブレンドでタンニンと色、香りをワインに加えることができる。ニューワールドのワイン生産者でもプティ・ヴェルドを栽培しようとする者はおり、そこではより理想的な状態まで熟させて単一品種ワインに仕上げられることもある。カベルネ・ソーヴィニヨンにブレンドし、中間の味わいを引き締めるためにも用いられる。

## 歴史
プティ・ヴェルドはカベルネ・ソーヴィニヨンよりも前に生まれたと考えられているが、起源ははっきりしない。18世紀には記録が残っているが、その記載によれば、ジロンド県よりも温暖な地域で生まれたことが示唆される。
親のうち片方はトゥルソー、もう片方はドゥラスというトゥールーズに近いタルン川上流域の品種である。これらの品種はともにローマ人によって地中海地域から内陸部にもたらされた可能性がある。

## 栽培地域

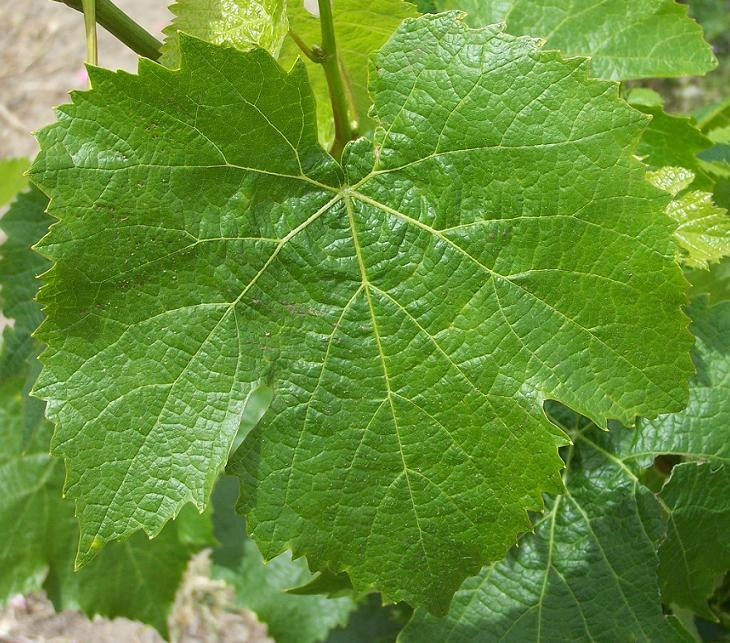
プティ・ヴェルドの葉。

### アルゼンチン
アルゼンチンにはプティ・ヴェルドが栽培されている区画が存在するが、長年フェールという品種だとされていた。

### オーストラリア
プティ・ヴェルドはジェームズ・バズビーが1832年に持ち込んだ品種の中に含まれており、ウィリアム・マッカーサー卿によって1840年代に試験的に栽培されていた。2000年の栽培面積は1600ヘクタールであり、フランスの4倍以上を誇る。南オーストラリアのキングストン・エステートにおいて最も栽培面積が大きい。また、徐々にボディが強く陰性な単一品種ワインが生み出されるようになっており、これは4～5年間の熟成により品質が向上しうる。ピラミマ（マクラーレン・ヴェイルに存在するワイナリー）はこのようなワイン造りで最も成功しており、ワールンバングル・ワインズは熟成を経たワインのみを販売することでこの品種の熟成に対するポテンシャルを強調している。

### チリ
2003年において、チリでは137ヘクタールの栽培例がある。

### イタリア
トスカーナ州のマレンマや、ラツィオ州で栽培されることがある。

### フランス
フランスでの栽培地域はほぼボルドーに限られ、なかでもメドックが主要な栽培地である。ここでは伝統的なボルドーブレンドのワインを造る際に、ワインに骨格を与える目的で少量をブレンドするのに使われる。しかし、熟すのが遅いために年によってはほとんど収穫できないこともあり、適度に熟すのは4年に1度に過ぎないとされる。そのため香りを損ねることもあり、とりわけ近年の早飲みタイプのワインで顕著である。1～3％程度がブレンドされることが多いが、メルローの使用比率が高いシャトー・パルメでは味を引き締める意味で6％以上ブレンドされることもある。

### ペルー

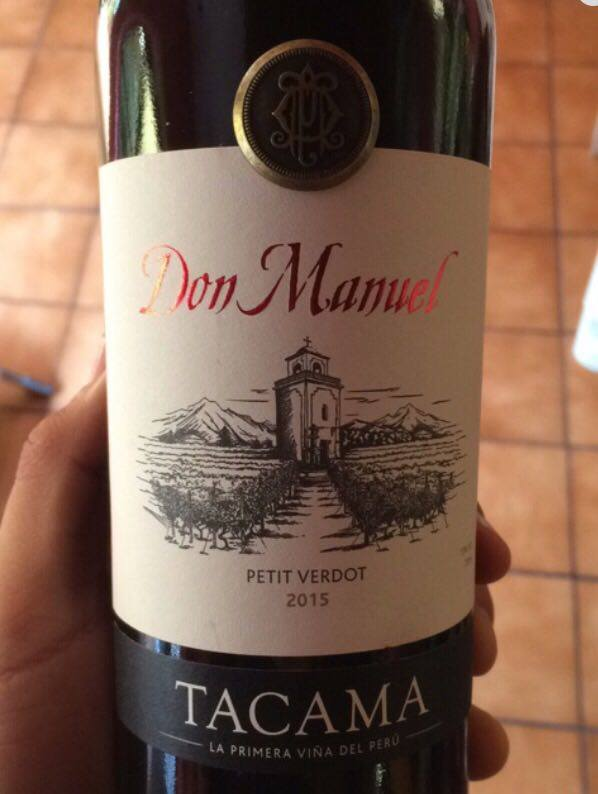
タカマ・ワイナリーのドン・マニュエル。プティ・ヴェルド100%で造られている。

南部のイカ県で栽培されている。この地域は砂漠気候であるため、プティ・ヴェルドの単一品種ワインの生産が可能となっている。タカマ・ワイナリーのフラッグシップワインであるドン・マニュエルも単一品種で作られる。

### ポルトガル
ポルトガルではアレンテージョ地方で栽培例があり、この地域の気候と相まって良質なワインが産出される。

### アメリカ
カリフォルニアでは「メリタージュ」と呼ばれるボルドーブレンドのワインが多く作られるため、この品種に対する関心も高く、2003年時点で360ヘクタールの栽培面積がある。加えて、温暖な気候のためブドウが熟しやすいことがプティ・ヴェルドの栽培に向くため、単一品種ワインにも使われるようになってきている。アリゾナ州、コロラド州、オレゴン州、テキサス州、バージニア州、ミズーリ州、ノースカロライナ州、ニュージャージー州、ロングアイランド島、ニューヨーク州、ニューメキシコ州、ワシントン州でも栽培されている。

ここで挙げた国々以外でも、カナダのブリティッシュコロンビア州やニュージーランド、南アフリカ、スペイン等でボルドースタイルのワインを造るときのブレンド用に使われている。

## シノニム
ブトン、カルメラン、エラン、ランブルスク・ノワール、プティ・ヴェルドー、プティ・ヴェルド・ノワール、ヴェルド、ヴェルド・ルージュとも呼ばれる。